# バトトルガ・テムーレン
バトトルガ・テムーレン（Battulga Temuulen　1989年7月10日- ）は、UAEの柔道選手。モンゴル出身。階級は100kg超級。テムーレン・バトトルガ（Temuulen Battulga）と呼ばれる。モンゴル語の正式名はバトトルギーン・テムーレン（Баттулгын Тэмүүлэн）。
なお、彼の個人名はテムーレンで、バトトルガは父称である。それゆえ、名を略す場合はテムーレンとなる。

## 人物
2005年に柔道留学のために来日して石川県にある日本航空第二高校に在籍することになった。2007年のインターハイ90kg級では5位。国体少年の部では石川県チームの準優勝に貢献した。2008年には日本大学文理学部に進むと、学生体重別100kg級で外国の男子選手として初となる優勝を1年生にして成し遂げた。続く世界ジュニアでは3位だった。2009年の世界選手権では7位になったが、学生体重別では3位に終わり2010年の世界選手権では初戦で敗れた。2011年のワールドマスターズでは初戦で日本の穴井隆将に横四方固で破るなどして3位になった。その後、本国に帰国するが、世界選手権では前回に続いて初戦で敗れた。続く地元のワールドカップ・ウランバートルで国際大会初優勝を遂げると、2012年のグランドスラム・パリでも3位になるなど国際大会で上位に食い込む活躍を見せるが、この階級には同じモンゴルに北京オリンピック金メダリストで国際大会でもより結果を残していたナイダン・ツブシンバヤルがいたため、ロンドンオリンピック代表にはなれなかった。2013年にはグランドスラム・パリで決勝まで進むものの、チェコのルカシュ・クルパレクに敗れた。2014年からは100kg超級に階級を変更し、2016年に地元で開催されたグランプリ・ウランバートルで優勝している。しかし、リオデジャネイロオリンピックでは初戦でアルジェリアの選手に敗れた。2018年からはUAEに国籍を変更した。
IJF世界ランキングは1082ポイント獲得で23位となっている(19/3/25現在)。

## 主な戦績
- 2007年 -　インターハイ　5位(90kg級)
- 2007年 -　国体 少年の部　2位

100kg級での戦績
- 2008年 - 学生体重別　優勝
- 2008年 - 世界ジュニア　3位
- 2009年 - アジア選手権　3位
- 2009年 - 世界選手権　7位
- 2009年 - ワールドカップ・ウランバートル　3位
- 2009年 - 学生体重別 3位
- 2009年 - ワールドカップ・スウォン　2位
- 2009年 - グランドスラム・東京　5位
- 2010年 - ワールドカップ・ウランバートル　2位
- 2010年 - グランプリ・アブダビ　5位
- 2010年 - ワールドカップ・スウォン　3位
- 2010年 - グランドスラム・東京　5位
- 2010年 - グランプリ・青島　2位
- 2011年 - ワールドマスターズ　3位
- 2011年 - ワールドカップ・ブダペスト　2位
- 2011年 - グランプリ・デュッセルドルフ　5位
- 2011年 - ワールドカップ・ウランバートル　優勝
- 2011年 - グランプリ・アブダビ　5位
- 2012年 - グランドスラム・パリ　3位
- 2012年 - ワールドカップ・オーバーヴァルト　2位
- 2012年 - ワールドカップ・プラハ　3位
- 2012年 - アジア選手権　個人戦　3位　団体戦　3位
- 2012年 - ワールドカップ・ウランバートル　優勝
- 2012年 - グランドスラム・東京　3位
- 2013年 - グランドスラム・パリ　2位

100kg超級での戦績
- 2014年 -  グランプリ・アブダビ　優勝
- 2015年 - アジア選手権　5位
- 2015年 - グランプリ・ウランバートル　3位
- 2015年 - グランプリ・タシュケント　2位
- 2016年 -  グランプリ・ウランバートル　優勝
- 2017年 -　グランドスラム・エカテリンブルグ　3位
- 2017年 -　世界選手権(無差別)　7位

(出典、JudoInside.com)。